# Mijares
Mijares – gmina w Hiszpanii, w prowincji Ávila, w Kastylii i León, o powierzchni 46,92 km². W 2011 roku gmina liczyła 828 mieszkańców.